# القمة الإسلامية (2008)
مؤتمر القمة الإسلامي الحادي عشر (13 - 14 مارس ‌‌2008م)، عُقد في دكار بجمهورية السنغال.

## أبرز القرارات
- التضامن مع السودان وشعبها، والارتياح لاستقرار الأوضاع بدارفور.
- دعم جهود الوساطة التركية بين أفغانستان وباكستان في قضية كشمير.